# 第26回全日本大学サッカー選手権大会
第26回全日本大学サッカー選手権大会は1978年1月4日から1月7日にかけて開催された全日本大学サッカー選手権大会である。大阪商業大学が初優勝を果たした。

## 概要
9地域および開催地の代表11校と総理大臣杯全日本大学サッカートーナメント優勝校が参加した。

### 大会日程
- 1978年1月4日 - 1回戦
- 1978年1月5日 - 準々決勝
- 1978年1月6日 - 準決勝
- 1978年1月7日 - 決勝、三位決定戦

### 開催競技場
- 長居競技場（準決勝・決勝）
- 万博記念競技場（1回戦・準々決勝）
- 神戸中央球技場（1回戦・準々決勝）

## 出場大学
- 法政大学（総理大臣杯優勝・6年連続9回目）
- 札幌大学（北海道代表・10年連続10回目）
- 福島大学（東北代表・7年ぶり2回目）
- 筑波大学（関東第2代表・2年連続9回目）
- 東京農業大学（関東第3代表・3年ぶり2回目）
- 金沢大学（北信越代表・6年連続7回目）
- 中京大学（東海代表・6年連続11回目）
- 大阪商業大学（関西代表・6年連続10回目）
- 広島修道大学（中国代表・2年連続4回目）
- 愛媛大学（四国代表・2年ぶり7回目）
- 福岡大学（九州代表・9年連続9回目）
- 大阪体育大学（開催地代表・3年連続3回目）

## 試合日程・結果

### 1回戦
| 1978年1月4日 |

| 福岡大学 | 3 - 3 延長 (PK 4-1) | 中京大学 |
|          |                     |          |

| 万博記念競技場 |

| 1978年1月4日 |

| 東京農業大学                             | 3 - 1 | 札幌大学 |
| 木村 前4分 · 杉山豊 前28分 · 坂上 後19分 |       | 宮城     |

| 万博記念競技場 |

| 1978年1月4日 |

| 福島大学 | 0 - 4 | 金沢大学                |
|          |       | 高畑2 , · 得点者不明2 , |

| 神戸中央球技場 |

| 1978年1月4日 |

| 広島修道大学 | 1 - 1 延長 (PK 4-1) | 愛媛大学 |
|              |                     |          |

| 神戸中央球技場 |

### 準々決勝
| 1978年1月5日 |

| 法政大学                                                          | 5 - 1 | 福岡大学          |
| 楚輪 前4分 · 得点者不明 · 大石 後13分 · 梅田 後15分 · 梅田 後41分 |       | 得点者不明 前35分 |

| 万博記念競技場 |

| 1978年1月5日 |

| 東京農業大学             | 2 - 1 | 大阪体育大学 |
| 木村 前35分 · 木村 後9分 |       | 得点者不明   |

| 万博記念競技場 |

| 1978年1月5日 |

| 筑波大学 | 5 - 1 | 金沢大学 |
|          |       |          |

| 神戸中央球技場 |

| 1978年1月5日 |

| 広島修道大学 | 1 - 3 | 大阪商業大学 |
|              |       |              |

| 神戸中央球技場 |

### 準決勝
| 1978年1月6日 |

| 法政大学                      | 2 - 0 | 東京農業大学 |
| 成田 前43分 · 得点者不明 (PK) |       |              |

| 長居競技場 |

| 1978年1月6日 |

| 筑波大学 | 0 - 4 | 大阪商業大学                 |
|          |       | 長谷川 前0分 · 得点者不明3 , |

| 長居競技場 |

### 三位決定戦
| 1978年1月7日 |

| 東京農業大学 | 2 - 4 | 筑波大学 |
|              |       |          |

| 長居競技場 |

### 決勝
| 1978年1月7日 |

| 法政大学 | 0 - 2 | 大阪商業大学              |
|          |       | 川口 後24分 · 川口 後33分 |

| 長居競技場 |

## 最終結果
| 第26回全日本大学サッカー選手権大会 優勝チーム |
| --------------------------------------------- |
| 大阪商業大学 初                               |

## 主な出場選手
- 山野孝義（大阪商業大学）
- 田嶋幸三（筑波大学）
- 坪田和美（法政大学）
- 楚輪博（法政大学）
- 川勝良一（法政大学）
- 菅又哲男（法政大学）
- 杉山誠（東京農業大学）
- 長澤和明（東京農業大学）
- 木村武夫（東京農業大学）